# Berlini dóm
A berlini dóm (teljes nevén németül Oberpfarr- und Domkirche zu Berlin, a köznyelvben Berliner Dom) egy evangélikus katedrális a Spree folyó szigetének északi részén, az úgynevezett Múzeum-szigeten, Berlin-Mitte nevű közigazgatási területén.
Az 1894 és 1905 között Julius Raschdorff tervei alapján olasz reneszánsz illetve barokk jegyekben épült templom az egyik legjelentősebb protestáns egyházi építmény Németország területén. A műemlékvédelem alatt álló templom részét képezi a központi, kupola alatti ún. (Predigtkirche) és a keresztelőtemplom (Tauf- und Traukirche). A főbejárat a park felől nyílik (Lustgarten). A templom alagsorában számtalan Hohenzollern-házi uralkodó nyugszik. A berlini dómban a helyi lakosságnak szóló istentiszteleteken kívül rendszeresen kerül sor a Német Szövetségi Köztársaság fontos nemzeti és politikai megemlékezéseinek szóló tiszteletadásnak.

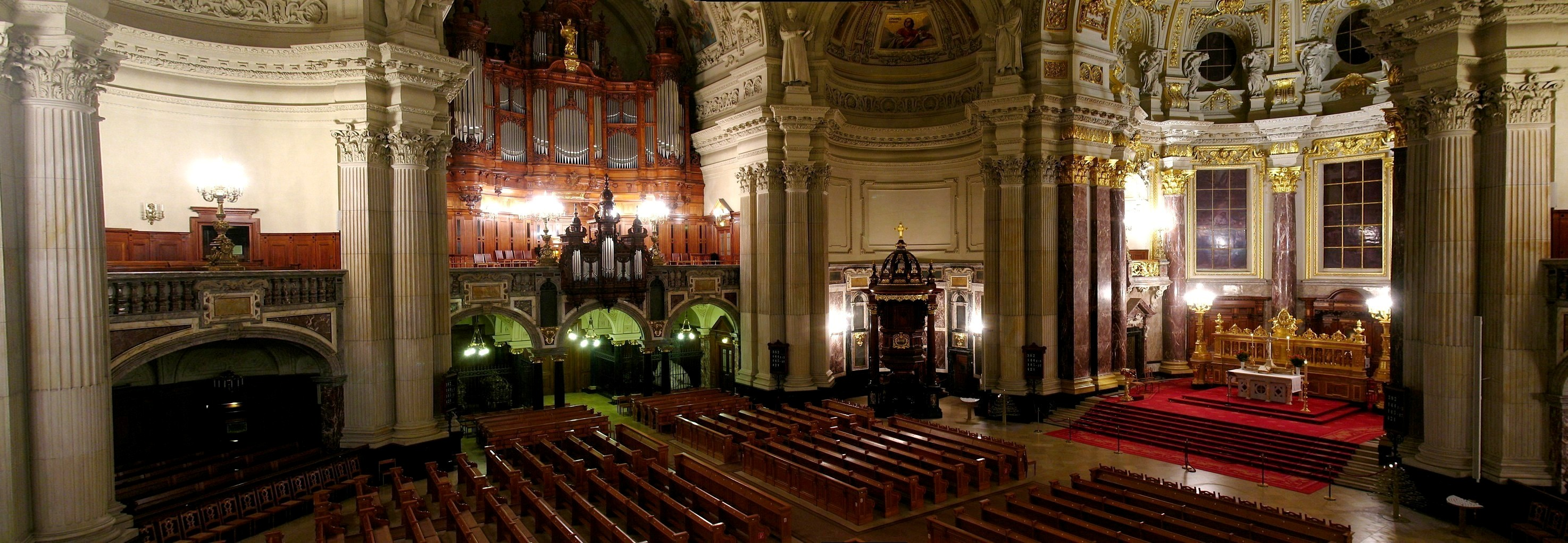
A belső tér

## Galéria

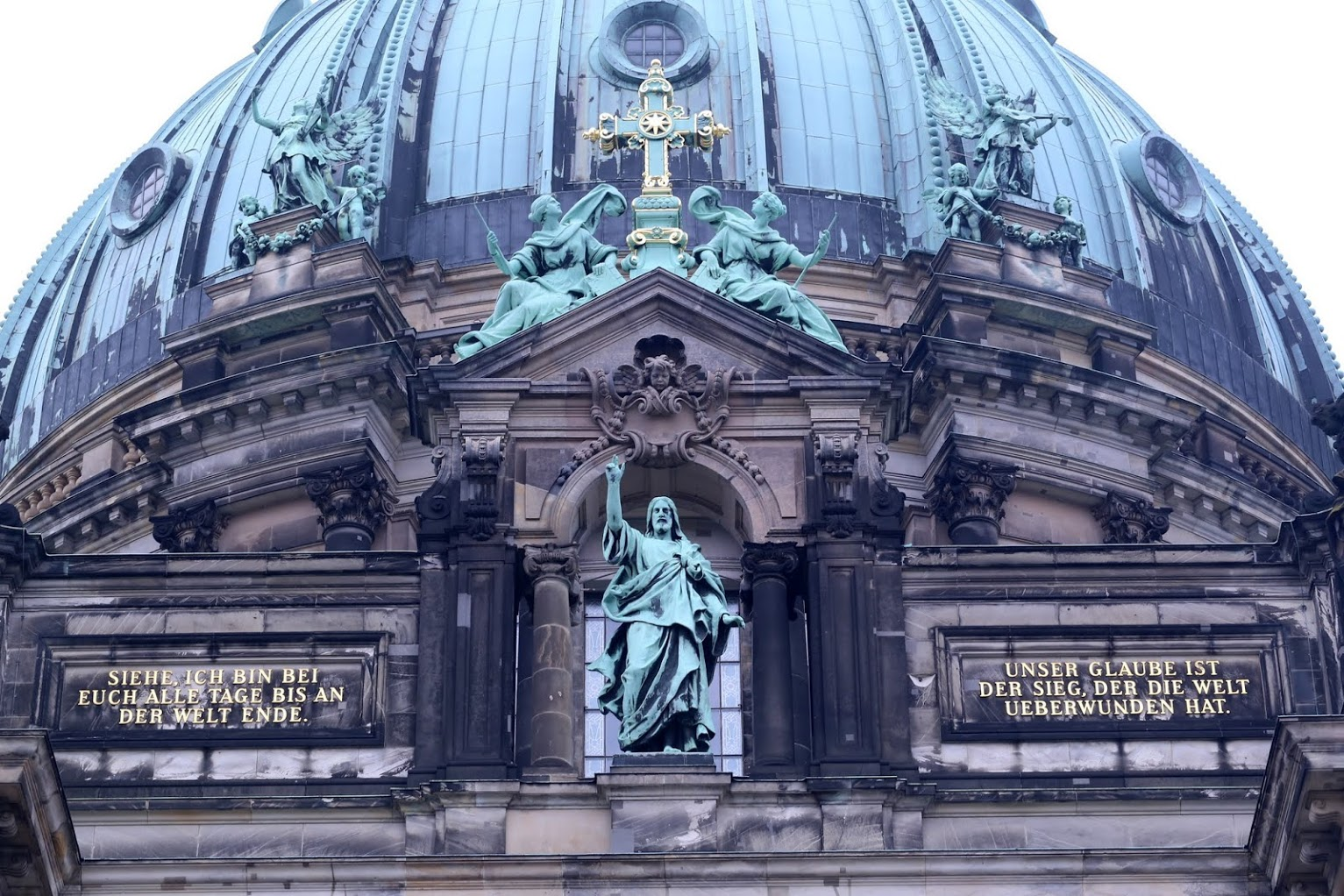
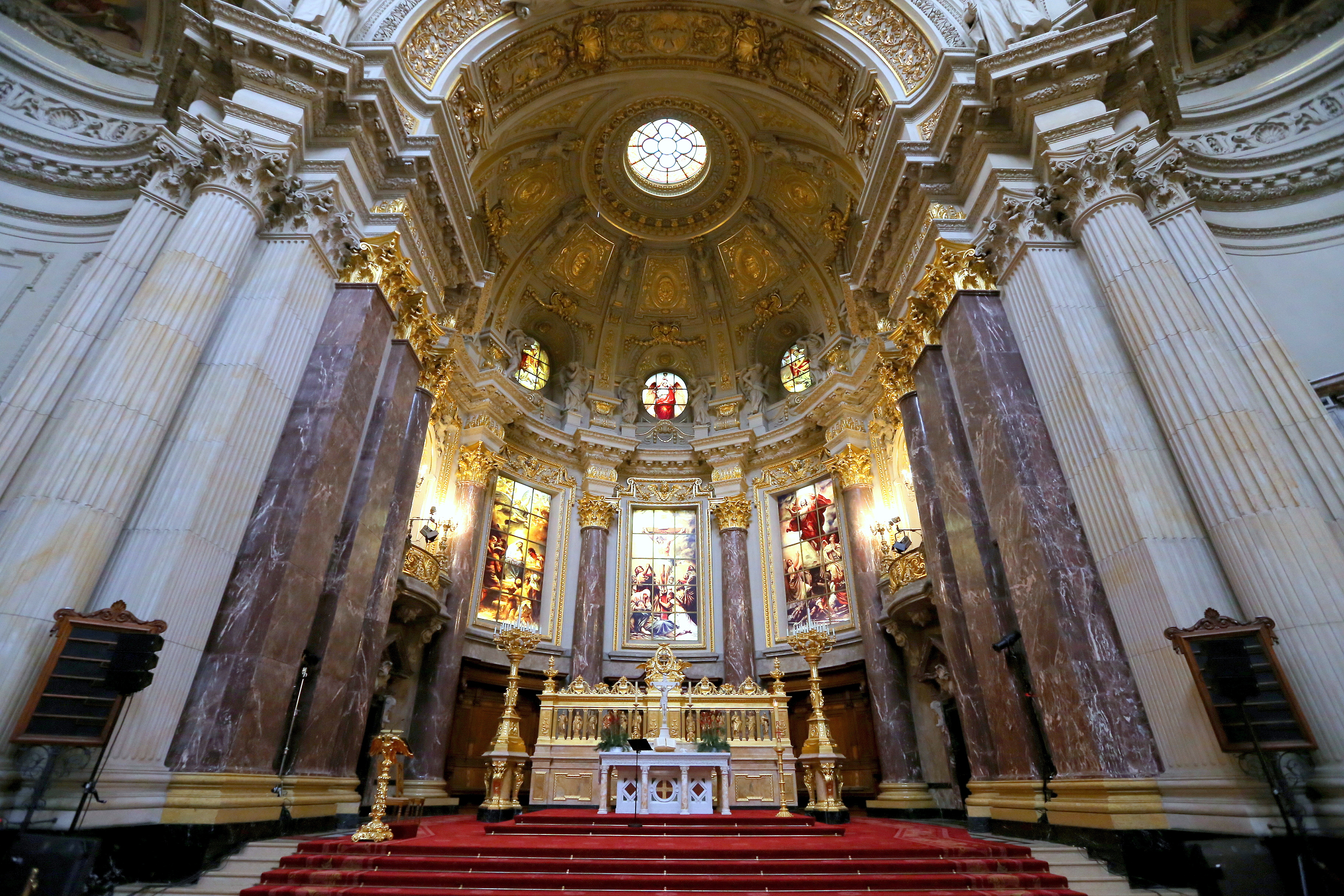
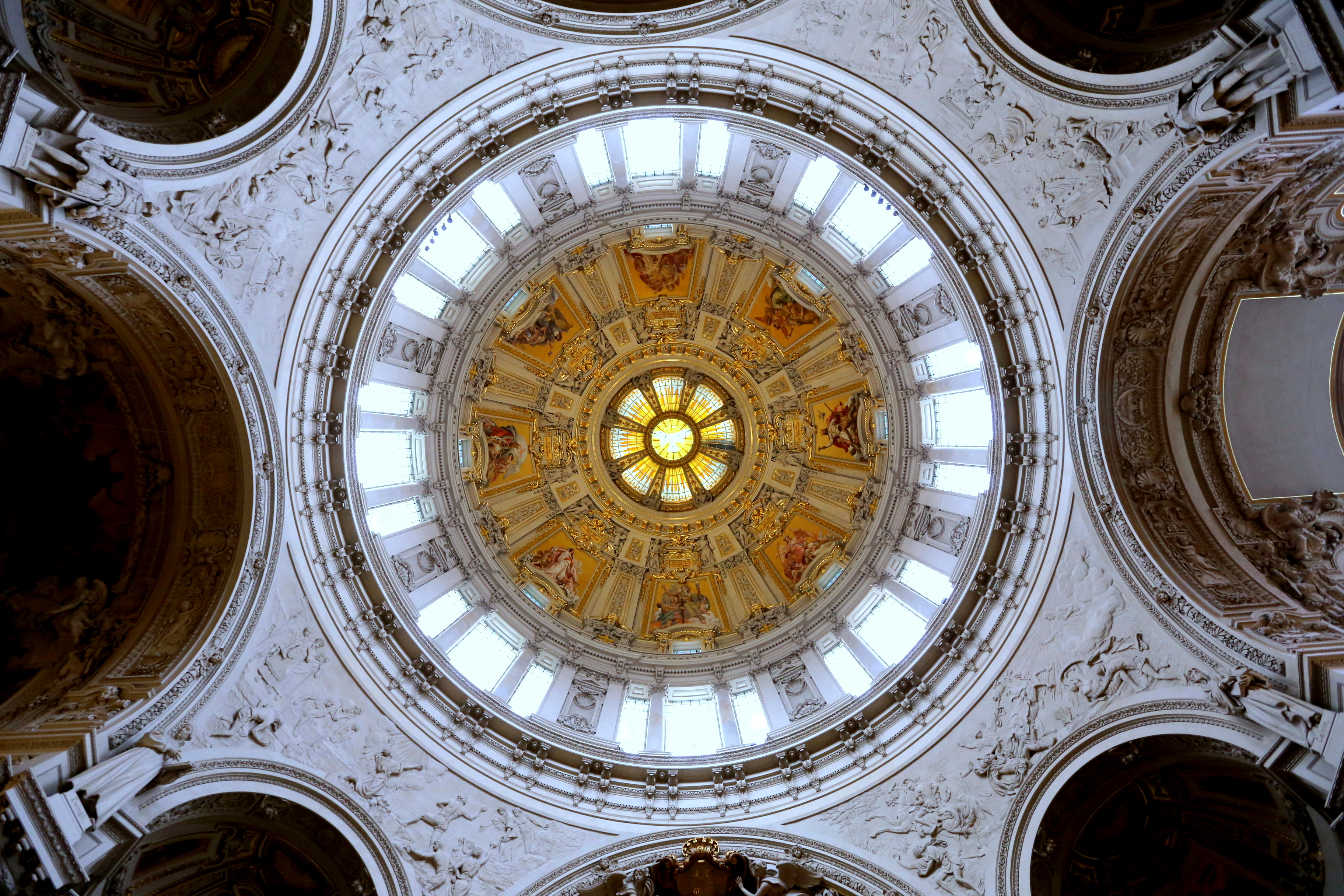
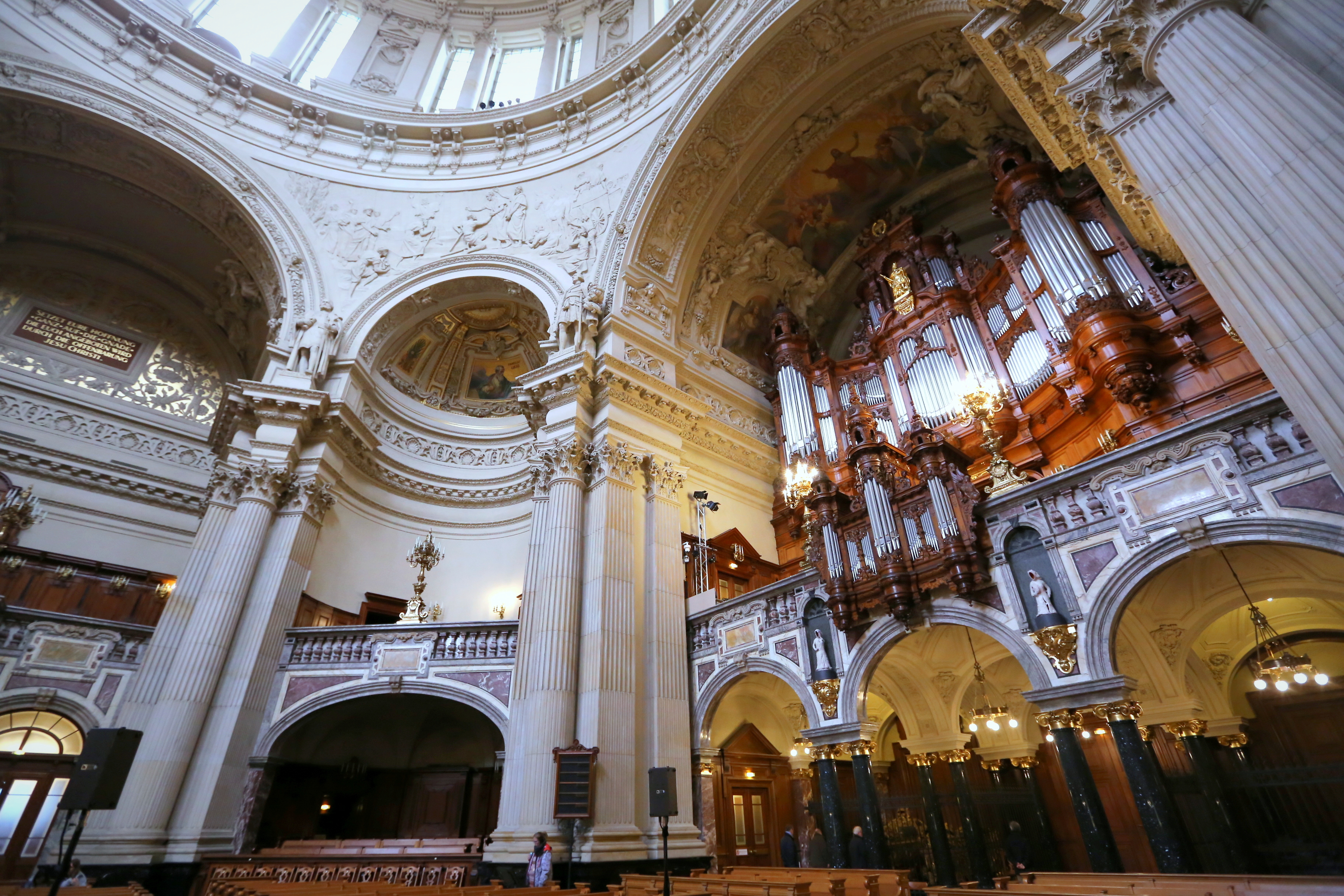
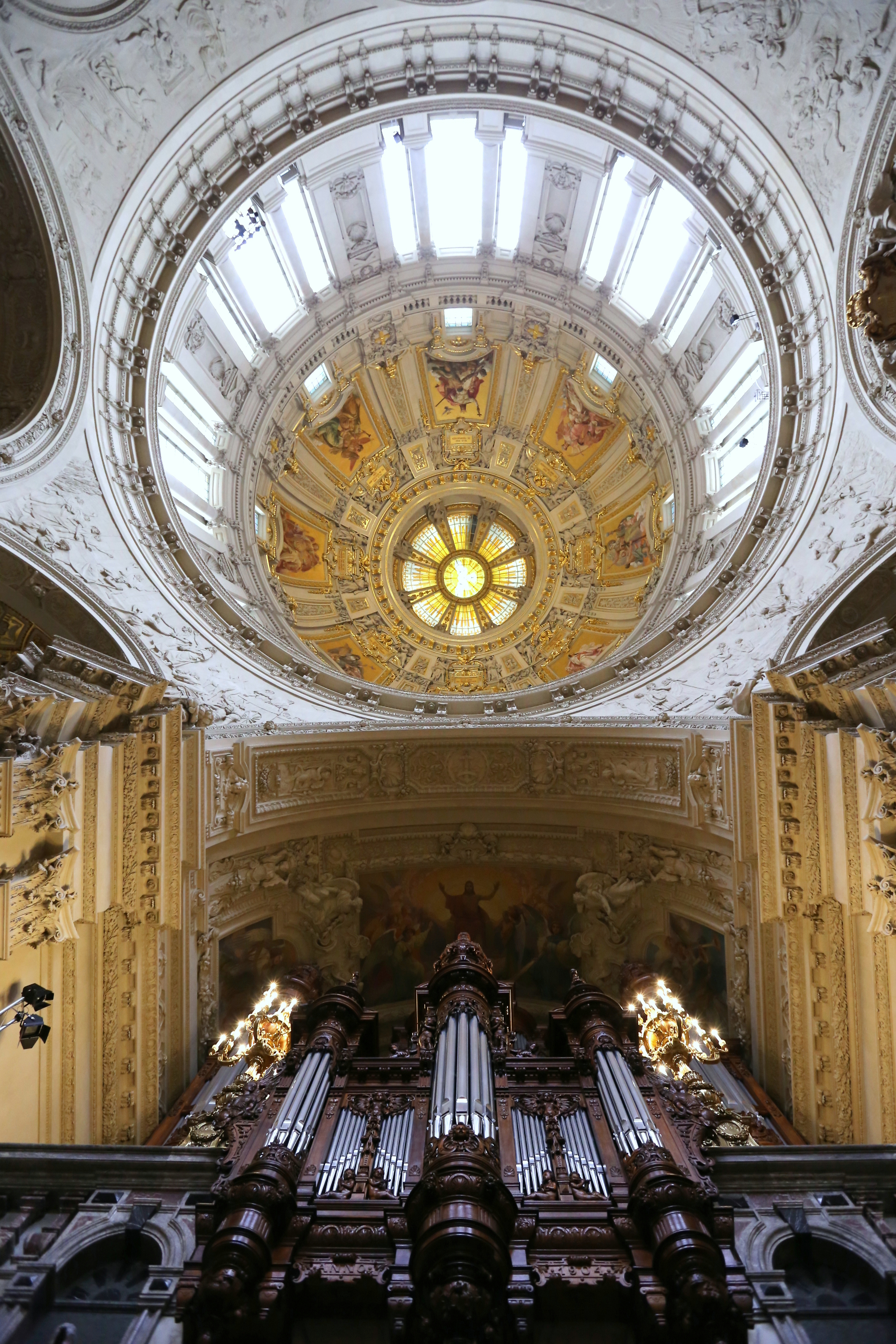
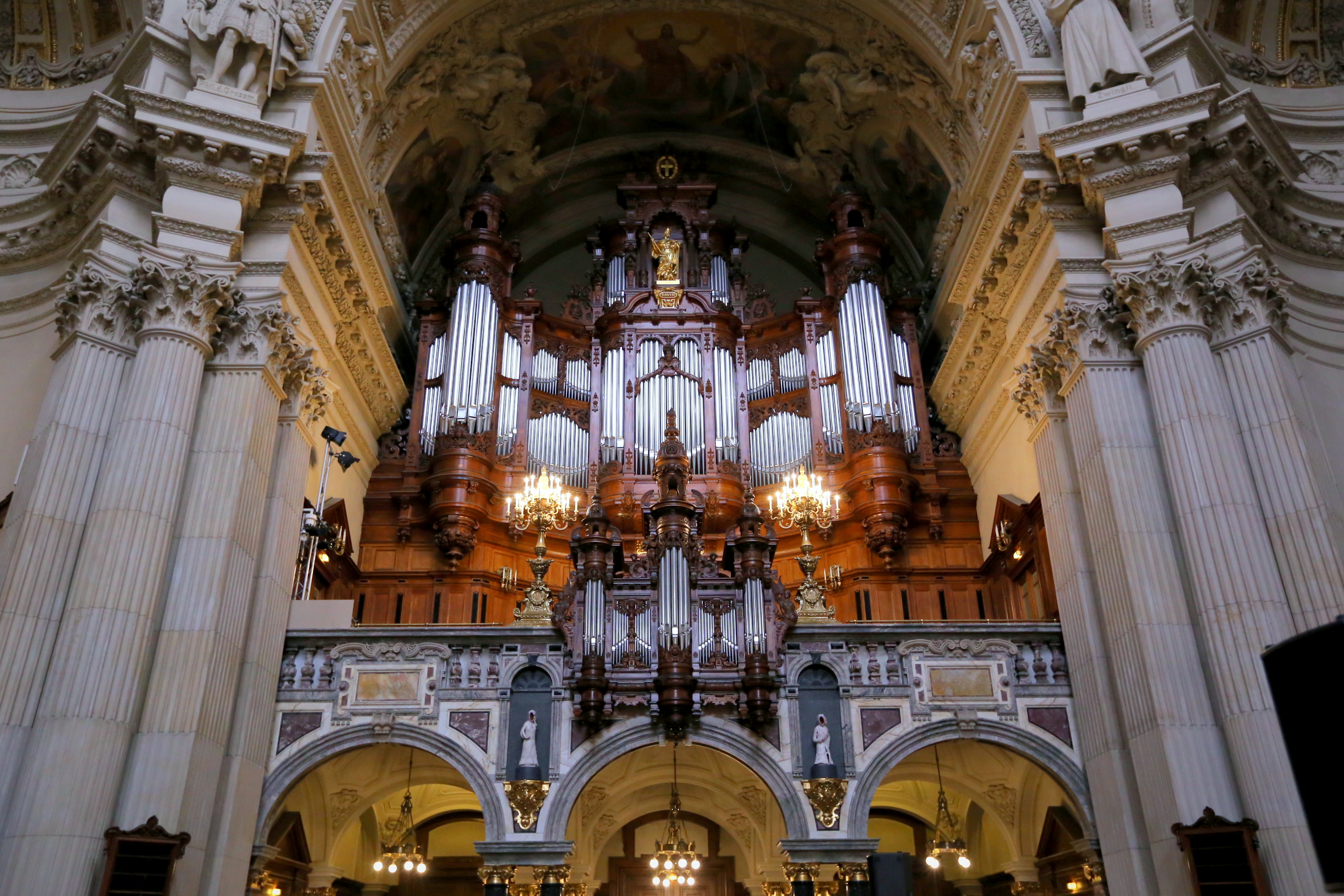
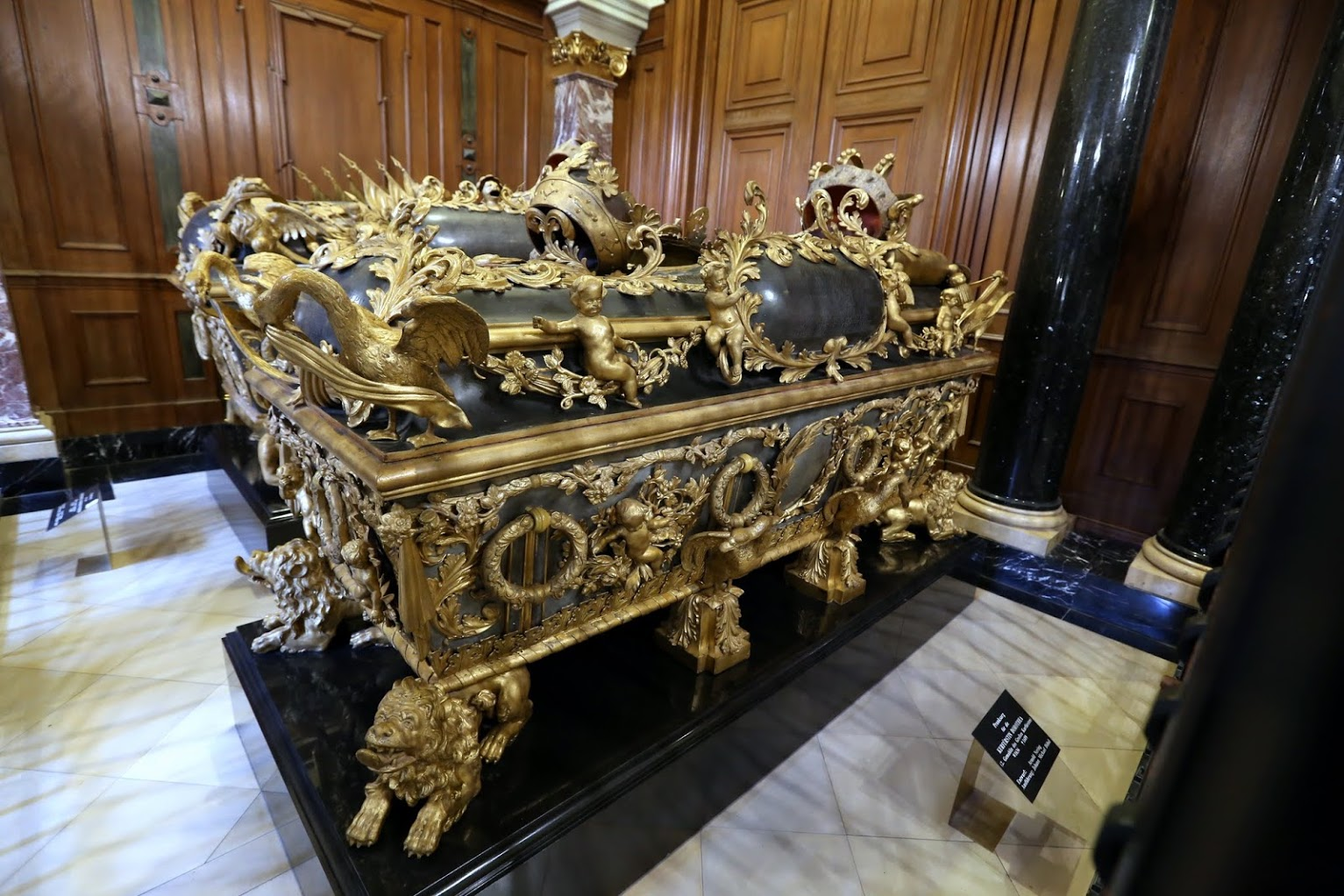
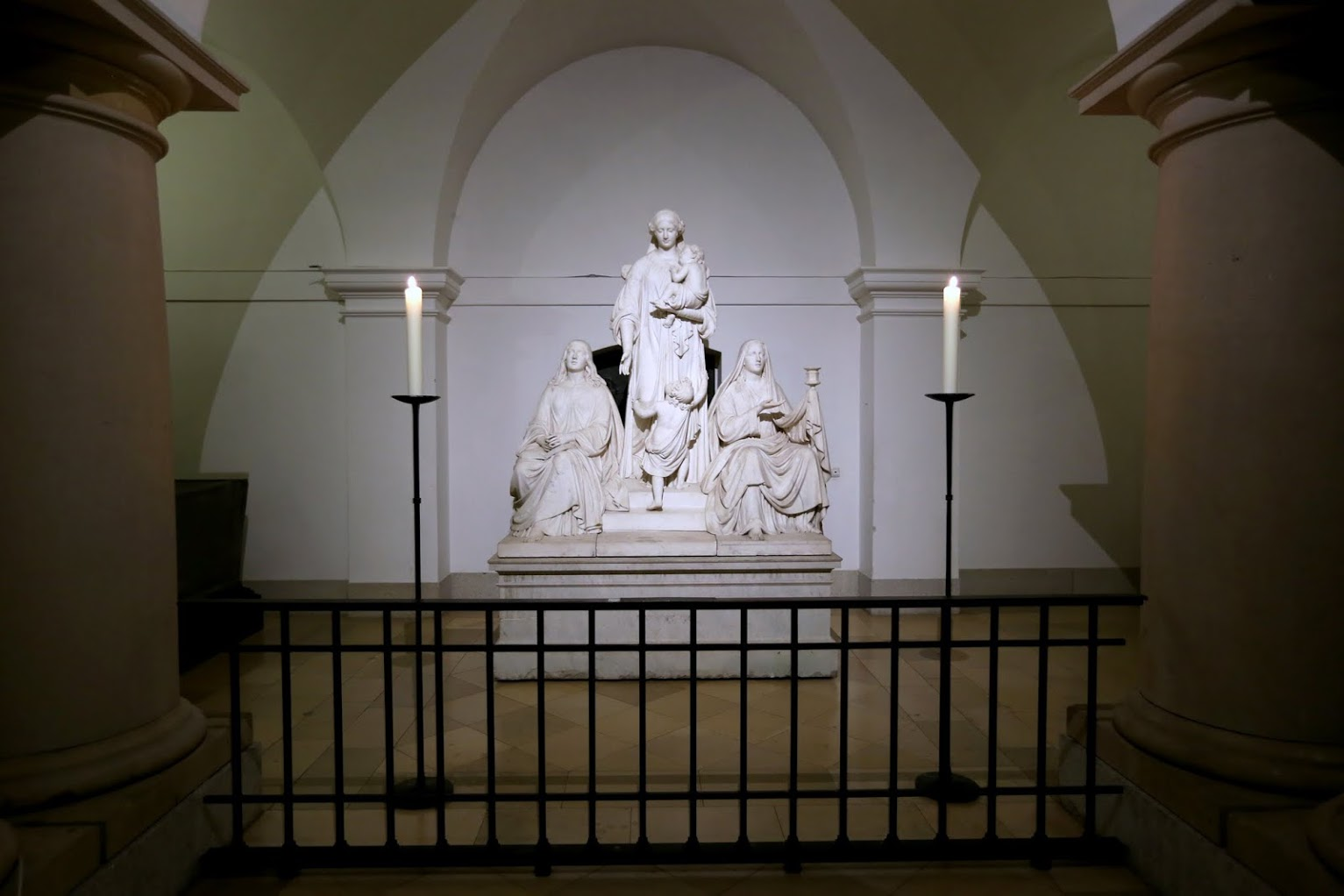
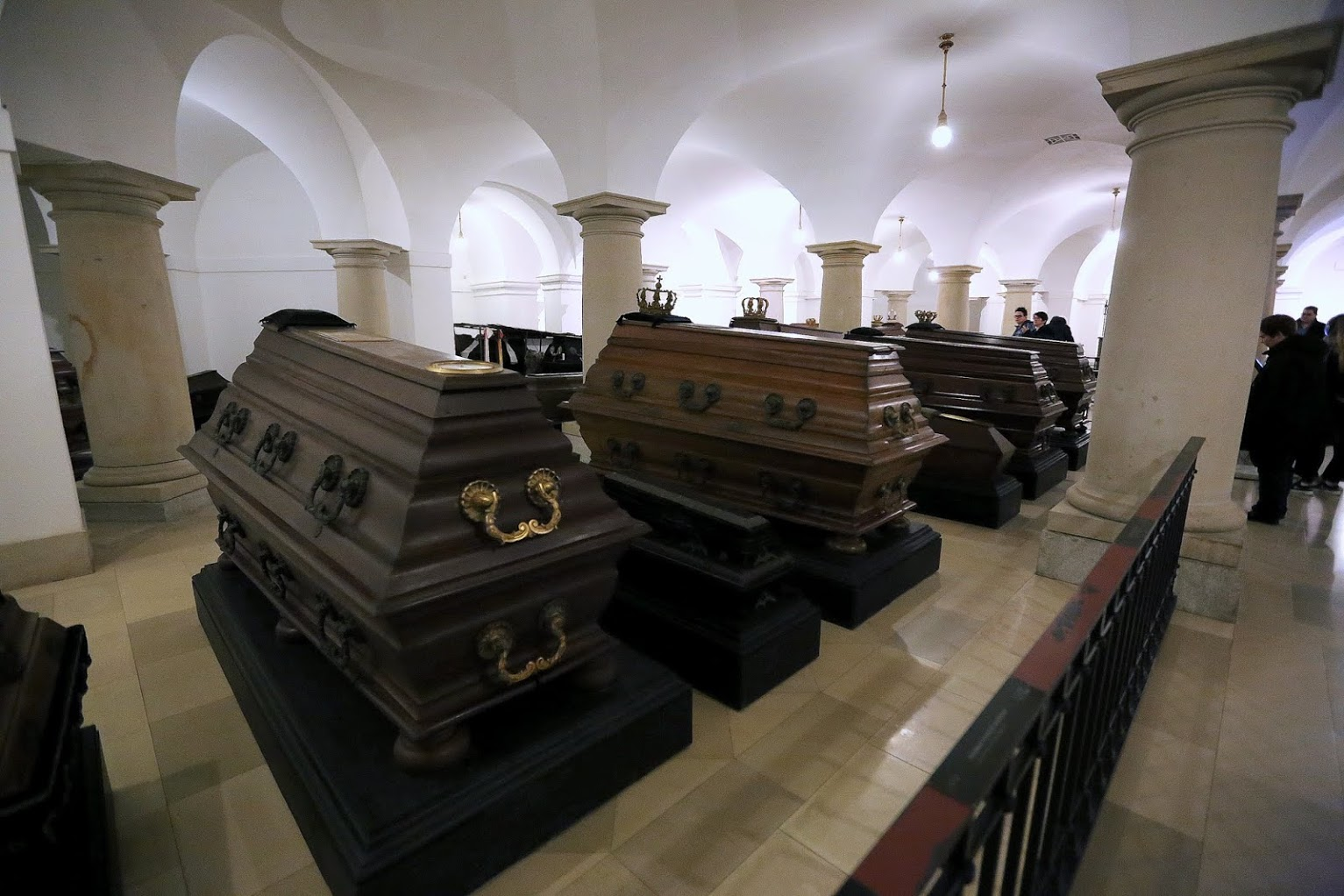
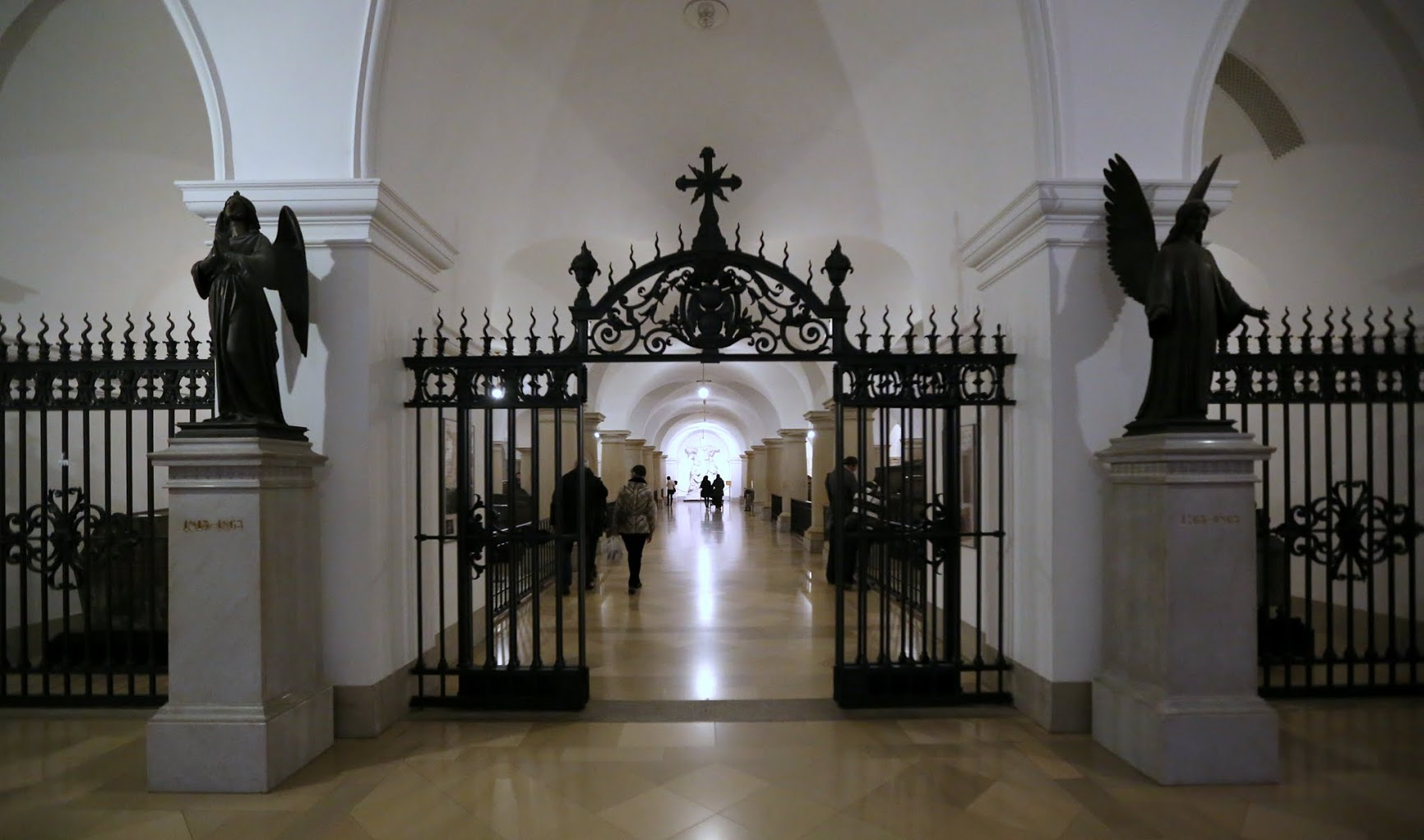
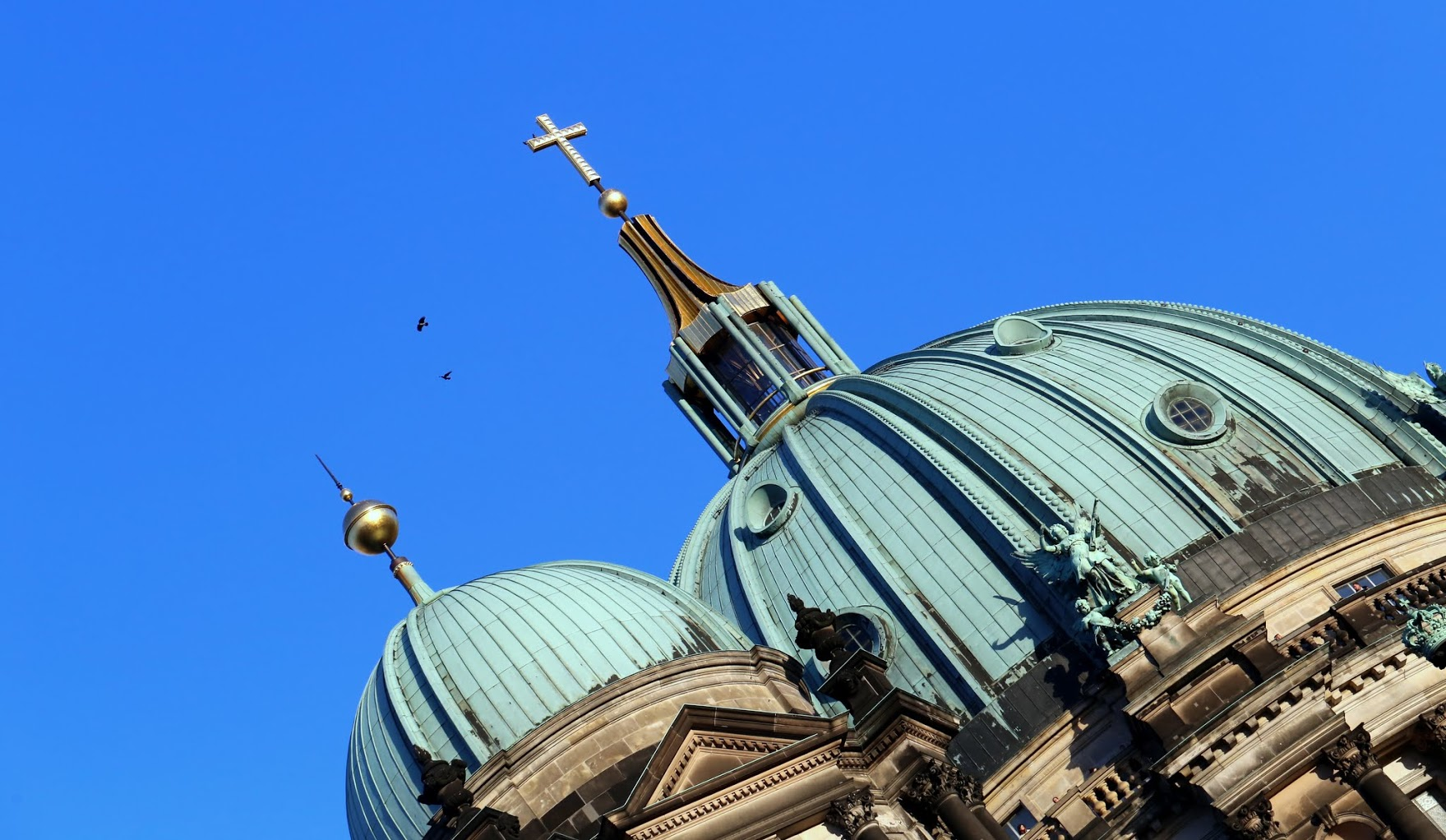